# بريان واريك
بريان واريك (بالإنجليزية: Bryan Warrick)‏ مواليد 22 يوليو 1959 في موسيس ليك، هو لاعب كرة سلة أمريكي سابق. بدأ مسيرته الاحترافية في سنة 1982. تم اختياره من قبل فريق واشنطن ويزاردز خلال الدرافت. يبلغ طوله 6 قدم 5 بوصة (2.0 م). اعتزل اللعب في 1988.

## المسيرة الاحترافية
لعب مع واشنطن ويزاردز من سنة 1982 إلى 1984، ثم لعب مع لوس أنجلوس كليبرز في موسم 1984–1985، ثم لعب مع ميلووكي باكز في سنة 1985، ثم لعب مع إنديانا بايسرز في سنة 1986.

## روابط خارجية
- بريان واريك على موقع إن بي أي (الإنجليزية)
- بريان واريك على موقع سبورتس رفرنس (الإنجليزية)
- بريان واريك على موقع كلية كرة السلة في سبورتس رفرنس.كوم (الإنجليزية)
- بريان واريك على موقع ريلجم (الإنجليزية)
- بريان واريك على موقع بروبوليرز (الإنجليزية)